# Instituto de Química da Universidade Federal de Goiás
O Instituto de Química da Universidade Federal de Goiás (UFG) é uma unidade pública de ensino, pesquisa e extensão, localizada em Goiânia.
Surgiu em 1996, com o desmembramento do Instituto de Química e Geociências (IQG), que funcionava desde 1968 com o processo da reforma universitária. O IQ tem, como principal curso, o bacharelado em química. Também possui cursos de pós-graduação e o Núcleo de Pesquisa em Ensino de Ciências (Nupec).
Situa-se no Campus Samambaia, na região norte de Goiânia.